# 180 Dywizja Piechoty (III Rzesza)
180 Dywizja Piechoty (niem. 180. Infanterie-Division) – niemiecka dywizja z czasów II wojny światowej, sformowana na mocy rozkazu z 31 października 1944 roku, sformowana poza falą mobilizacyjną w Venlo przez X Okręgu Wojskowym.

## Struktura organizacyjna
- Struktura organizacyjna w październiku 1944 roku:

1221., 1222. i 1223. pułk grenadierów, 880. pułk artylerii, 180. batalion pionierów, 180. dywizyjny batalion fizylierów, 1180. kompania  przeciwpancerna, 1180. kompania łączności.

## Dowódcy
- Generalleutnant Martin Gilbert 31 X 1944 – IV 1945[1]